# Бразильское демократическое движение
Бразильское демократическое движение (БДМ) (порт. Movimento Democrático Brasileiro, сокращённо — порт. MDB), в 1980—2017 годах Партия бразильского демократического движения и прогресса (ПБДМ) (порт. Partido do Movimento Democrático Brasileiro , сокращённо — PMDB) — политическая партия Бразилии, одна из самых влиятельных партий страны.
Партия основана в 1965 году. В годы военной диктатуры в Бразилии была одной из двух легальных партий страны (наряду с проправительственным Альянсом национального обновления). Объединяла оппозиционные военному режиму силы: в частности в партию вошла большая часть членов распущенных Социал-демократической и Бразильской рабочей партий. Реорганизована в 1980 году в ходе перехода страны к многопартийной системе. Лидером реорганизованной партии стал Мариу Ковас, учредительный манифест написал Роберто Мангабейра Унгер. 
На выборах 2006 партия набрала 89 из 513 мест в парламенте. На выборах 2010 года количество мест в Палате депутатов снизилось до 79, хотя она продолжает иметь крупнейшую фракцию в Сенате. Является самой влиятельной, после Партии трудящихся, политической силой в нынешнем бразильском правительстве.
В целом придерживается центристской и популистской политики, хотя включает представителей противостоящих политических течений — националистов, консерваторов, левых либералов и даже ветеранов Революционного движения 8 октября.
19 декабря 2017 года партия вернулась к первоначальному названию Бразильское демократическое движение.